# Fier tehnic pur
Fierul pur este foarte răspândit în natură (4.7%) ocupând locul IV pe scara abundenței elementelor în scoarța terestră (Clark) după oxigen, (49%), siliciu (26%), și aluminiu (7.5%). El este compus în principal din elementul fier combinat cu urme de carbon (până la 0.08%).
În stare pură fierul tehnic pur are utilizări restrânse.

## Proprietăți
Fierul tehnic pur are proprietăți mecanice reduse:
- Rm = 200 N/mm2
- Rc = 100 N/mm2
- HB = 80 daN/mm2

Proprietăți plastice ridicate
- A5 = 50%
- KCU = 25 daJ/cm2

permeabilitate magnetică mare, forță coercitivă și conductibilitate electrică mică, pierderi mici prin histerezis magnetic, coeficient de dilatare termică α = 11.7 * 10^-6 grad^-1
Fierul prezintă o transformare magnetică la 770grade Celsius (punct Curie), când trece din feromagnetic în paramagnetic în procesul de încălzire.

## Utilizări
Datorită capacității mari de deformare plastică, fierul tehnic pur este folosit pentru obținerea unor produse prin ambutisare adâncă. Proprietățile sale permeabilitate magnetică mare și pierderi mici prin histerezis fac să fie utilizat în electrotehnică la realizarea pieselor polare ale electromagneților, confecționarea miezurilor magnetice, ecrane magnetice, și membrane telefonice. Se mai folosește drept catalizator al unor procese chimice, și la în medicină la prepararea unor substanțe farmaceutice. Pulbere de fier mono-domenială este destinată fabricării prin sintetizare a magneților permanenți.
Cea mai largă utilizare o au însă aliajele de fier: oțelurile carbon, fontele și oțelurile aliate.